# Ligne nouvelle Paris - Normandie
 (Mai 2024).
La ligne nouvelle Paris - Normandie (LNPN) est un projet de ligne ferroviaire nouvelle entre la Normandie et l'Île-de-France, conçue pour améliorer les déplacements des voyageurs et du fret. Elle a pour objectif principal de remédier à la saturation et aux irrégularités du réseau ferré existant, qui empêche tout renforcement de l'offre transilienne (ligne J) et train grand ligne, malgré la demande croissante et conduit à des retards fréquents en heure de pointe. D'abord envisagé sous la forme d'une ligne à grande vitesse (LGV), le projet prévoit désormais la réalisation d'une ligne mixte conçue pour la circulation des trains de grandes lignes, TER omnibus mais également de TGV.
Le projet est séparé en quatre axes : l'axe Paris - Mantes-la-Jolie - Rouen - Le Havre,  l'axe Paris - Mantes-la-Jolie - Évreux - Caen - Cherbourg, l'axe Rouen - Évreux et  l'axe Rouen - Caen. Le projet doit être réalisé en plusieurs tronçons, dont deux sont jugés prioritaires : le tronçon Paris – Mantes-la-Jolie et le tronçon Rouen – Barentin, avec la construction d'une nouvelle gare à Rouen. Les sections Barentin – Yvetot, Mantes-la-Jolie – Évreux  et le « Y de l'Eure » sont ainsi repoussées à une date de réalisation plus lointaine.
Au milieu de l'année 2024, les études préalables sont toujours en cours accompagnées d'une concertation portant sur les nouvelles sections prioritaires. L'enquête publique ne devrait débuter qu'en 2025.

## Contexte
La ligne de Paris-Saint-Lazare au Havre a vu son premier tronçon (Paris Saint‑Lazare–Rouen) entrer en service dès 1843, puis a été prolongée au Havre en 1847 et à Dieppe en 1848, avant d’être raccordée à Cherbourg via Mantes‑la‑Jolie entre 1855 et 1858.
Longue de 228 km jusqu’au Havre, et 370 km jusqu'à Cherbourg, elle n’a connu que deux grandes phases d’électrification : dès 1969 jusqu’au Havre en courant 25 kV - 50 Hz (avec à l’époque des performances record), puis en 1996 jusqu’à Cherbourg et Trouville - Deauville, accompagnée du déclassement des passages à niveau et du redressement de courbes pour autoriser 200 km/h sur 88 km,.
Depuis les années 1970, l’essor du RER et des lignes Transilien (notamment L et J depuis 2004) a densifié le trafic en Île‑de‑France, contraignant les TER Normandie à ralentir pour faire circuler les omnibus ou semi-directs de la ligne J de circuler dans de bonnes conditions, si bien que la moindre perturbation provoque des retards en chaîne. Face à cette saturation, l’idée d’une LGV Normandie se fait entendre pour dégager du temps et de la capacité. Le projet du prolongement du RER E jusqu'à Mantes-la-Jolie à partir des années 2010 donne un nouvel impératif au projet en raison de l'augmentation prévue du nombre de trains de banlieue circulant sur la ligne, qui reste limité à 3/trains/heure/sens tant que de nouveaux sillons ne sont pas libérés, malgré l’arrivée de rames plus capacitaires (Omneo Premium, Francilien).
Les défenseurs du projet soulignent l’intérêt écologique d’une infrastructure pouvant accueillir 20 trains/heure/sens (soit plus de 20 000 passagers), un débit quatre fois supérieur à celui d’une autoroute à trois voies.

## Projet
Le projet LNPN ne se conçoit pas comme une ligne à grande vitesse de bout en bout, mais plutôt comme l'ajout successif de sections de ligne nouvelle à double voie, circulables jusqu'à 250 km/h, venant renforcer le réseau existant.

### Phase 1
Section Nanterre - Mantes-la-Jolie: Cette section vise à désaturer les infrastructures existantes, qui concentrent les principales problématiques d’exploitation impactant la performance du réseau entre Paris et la Normandie. Une double voie nouvelle à 200 km/h est prévue, dédiée aux circulations rapides sans arrêt entre Mantes-la-Jolie et Paris Saint-Lazare, complémentaire au réseau existant assurant les dessertes locales. Des études complémentaires examinent des solutions d'enfouissement partiel dans les Yvelines.
Section Rouen - Barentin: Ce projet comprend la création d’une nouvelle gare sur le site de Saint-Sever à Rouen, couplée à une nouvelle ligne d’une quinzaine de kilomètres. Au départ de la gare Saint-Sever, les trains emprunteront une tranchée couverte existante puis un tunnel pour traverser la Seine et rejoindre le plateau de Caux. Le tunnel débouchera près de La Vaupalière/Saint-Jean-du-Cardonnay pour se raccorder à la ligne existante « Rouen <> Le Havre » à l’est du viaduc de Barentin.
Future Gare de Rouen Saint-Sever: La création d'une seconde gare à Rouen est motivée par l'insuffisance de capacité de la gare Rouen-Rive Droite et le besoin de développement des dessertes ferroviaires. La gare Saint-Sever est conçue comme une gare d’agglomération multimodale, couplée à une gare routière et à proximité du métro, accueillant les liaisons nationales, régionales et périurbaines. Le choix du site de Saint-Sever a été acté en 2014. Un Projet Partenarial d’Aménagement (PPA) Saint-Sever Nouvelle Gare a été signé en 2022 pour créer un nouveau quartier urbain autour de la gare. La concertation actuelle prend en compte l'option d'implantation du bâtiment voyageurs dite « Champlain ».

### Phase 2
- Mantes-la-Jolie <> Évreux.
- Barentin <> Yvetot.

### Phase 3
- « Y de l’Eure » (Évreux <> Rouen et Évreux <> Bernay) avec une gare nouvelle à Évreux.

## Calendrier Prévisionnel
- 2024 - 2025 : Concertation avec le grand public.
- 2025 - 2026 : Élaboration du dossier d’enquête publique à partir du tracé retenu.
- Fin 2026 : Enquête d’utilité publique (EUP) pour les sections Nanterre <> Mantes-la-Jolie et Rouen <> Barentin.
- 2027 - 2028 : Déclaration d’Utilité Publique (DUP).
- À partir de 2029 : Obtention des autorisations environnementales, études détaillées et réalisation des aménagements prioritaires.
- 2035 : Horizon de mise en service des aménagements prioritaires (Nanterre <> Mantes-la-Jolie et Rouen <> Barentin, incluant la gare de Rouen Saint-Sever).

## Historique

### De 1991 à 2008
Le schéma directeur des LGV de 1991, approuvé par décret le 1er avril 1992, prévoit une LGV Normandie. Celle-ci quitterait la ligne de Paris-Saint-Lazare au Havre à hauteur d'Achères (Yvelines), traverserait le Vexin français, et serait séparée en deux près de Rouen, une branche filant vers Rouen, une autre s'arrêtant près de Bernay (Eure) et se connectant à la ligne de Mantes-la-Jolie à Cherbourg. Ce projet a été abandonné au début des années 2000 à cause de son taux de rentabilité, le plus faible de tous les projets du schéma avec 0,1 %. Le coût de l'infrastructure et du remplacement des rames Corail par des TGV serait élevé pour un gain de temps modeste, de l'ordre de trente minutes. Les régions Basse-Normandie et Haute-Normandie doivent donc se contenter d'un simple projet d'amélioration de l'infrastructure de la ligne classique.
De 2001 à décembre 2008, le projet de LGV Normandie a donc été abandonné par les hommes politiques, il a été remplacé par celui de liaison rapide Normandie - Val de Seine, qui prévoit une amélioration de l'infrastructure existante, notamment entre Paris et Mantes-la-Jolie, avec en outre la construction d'une ligne nouvelle plus courte entre Achères et Épône qui « court-circuiterait » le détour par Poissy, suivant le méandre de la Seine.
Le raccordement vers l'aéroport de Paris-Charles-de-Gaulle et la LGV Interconnexion Est de la liaison vers la Normandie – LGV ou ligne classique actuelle – a été étudié durant les années 1990. Il aurait été constitué d'un tunnel à voie unique entre La Défense et Saint-Denis en desservant une gare d'interconnexion TGV à Pleyel sans transiter par Paris[réf. nécessaire].

### 2008-2011

#### Réactivation du projet par la région Basse-Normandie
À la suite du projet du Grenelle Environnement de poursuivre le maillage du territoire, qui prévoit la construction de 2 000 kilomètres de voies d'ici 2020, en décembre 2008, les élus locaux, Bernard Cazeneuve, député-maire de Cherbourg-Octeville, Philippe Duron, député-maire de Caen et Laurent Beauvais, président du Conseil régional de Basse-Normandie, relancent le projet de la construction de la LGV de Paris à Cherbourg en passant par Caen et demandent au secrétaire d'état aux transports, Dominique Bussereau, et au président de la SNCF, Guillaume Pepy que ce projet de construction de 2 000 kilomètres de voies doit prendre en compte la desserte de la Normandie,.

#### Projet «Grand-Paris»
À la surprise générale, lors de la présentation du projet du Grand Paris, le président de la République française, Nicolas Sarkozy, a exprimé la nécessité de lancer la construction d'une LGV entre Paris et Le Havre avec la construction d'une gare nouvelle près de Rouen, ce projet étant annoncé comme devant voir le jour vers 2017. Les TGV mettraient 1 h 15 entre Paris et Le Havre (soit un gain de 45 minutes) et 50 minutes entre Rouen et Paris (soit un gain de 20 minutes). Mais Nicolas Sarkozy n'a pas exclu la construction d'une branche de la LGV Normandie entre Paris et Caen qui a été mise à l'étude ; les TGV rouleraient de Cherbourg à Caen sur la ligne classique Paris - Cherbourg, puis à la gare de Caen, ils emprunteraient la LGV Normandie. Une gare nouvelle serait créée à Paris-La Défense en correspondance avec le métro automatique du Grand Paris.
Antoine Rufenacht, président de la Communauté de l'agglomération havraise, aujourd'hui Le Havre Seine Métropole, et Laurent Fabius, président de l'agglomération de Rouen, aujourd'hui la métropole Rouen Normandie, se sont rencontrés fin juin 2009 à Paris. Le premier est partisan d'une ligne passant par le nord de Rouen, évitant le creusement d'un tunnel sous la Seine, le second est favorable à une ligne faisant escale dans la future gare du quartier Saint-Sever.

#### Vers un projet du débat public
Lors d'une réunion organisée le 18 novembre 2010 à La Défense, dans le cadre des débats publics sur le prolongement du RER E, d'Arc Express et du Grand Paris, le projet de ligne nouvelle normande a été évoqué. Il a été précisé qu'à ce stade, la réflexion portait plutôt sur une LGV. Le tracé n'était pas encore connu, mais des propositions étaient attendues à l'issue d'études en cours, afin de permettre la tenue d'un débat public à l'automne 2011. Il a déjà été précisé qu'à l'avenir les trains normands n'emprunteraient pas les voies existantes entre Mantes et Nanterre, mais une ligne nouvelle, jugée tronçon prioritaire.
L'intérêt de prendre en compte ce projet de ligne nouvelle normande dans les réflexions en cours au sujet du RER E ou sur les futures gares de La Défense a été exprimé. En effet, même s'il est souhaité que la plupart des trains gardent leur terminus en gare de Paris-Saint-Lazare (que le prolongement du RER E devrait contribuer à désaturer), on cherche à ajouter des trains qui seraient terminus La Défense (et ne viendraient donc pas accroître la saturation de la gare de Paris-Saint-Lazare). Par ailleurs, une demande formulée par la ville d'Achères et la Communauté d’agglomération de Cergy-Pontoise consiste à créer une gare nouvelle au Pôle Confluence, dans le secteur d'Achères, pour mettre en correspondance le RER E (et le RER A branche Poissy) avec le RER A branche Cergy et avec la ligne T13 et, si possible, avec la future LGV Normandie.
S'agissant de la gare à retenir dans le secteur de La Défense, la réflexion portait alors sur les 3 solutions suivantes : Gare de Nanterre-Université ou bien Gare de Nanterre-La Folie ou bien une gare à créer au plus proche de la Grande arche de La Défense, en surface (proche de l'actuelle gare du Transilien).
L'objectif de desserte est double : donner un accès facile au pôle d'activité de La Défense et un accès à l'aéroport Paris-Charles-de-Gaulle.
Les gares alors envisagées pour le métro automatique Arc Express/Grand Paris devaient se situer à la gare de Nanterre-La Folie ou à la gare de la Défense (le projet Arc Express porté par le STIF envisageait l'une ou l'autre, tandis que le projet du Grand Paris porté par la Société du Grand Paris envisageait les deux pour la ligne desservant Roissy). Pour CDG Express, le STIF a envisagé une mise en œuvre du projet dans laquelle il reprendrait en main le projet, et prévoirait la réintégration du projet dans la tarification francilienne et l’aménagement de quelques stations. Il a même été précisé à la réunion du 18 novembre qu'il envisageait de faire passer ce CDG Express remanié dans le tunnel du RER E avec des arrêts envisagés dans les gares suivantes : La Défense (32 minutes pour Roissy), Porte Maillot, Haussmann - Saint-Lazare, Magenta, puis (hors voies du RER E) Stade de France et Le Bourget. Mais ce projet n'a pas été retenu.
La Commission nationale du débat public a été saisie du projet le 2 mars 2011. Un coût de 10 à 15 milliards d'euros est annoncé. La CNDP décide le 6 avril 2011 d'organiser un débat public et de nommer Olivier Guérin président de la commission particulière chargée de son organisation. Le projet soumis au débat comprend 6 options de passage de ligne nouvelle entre Paris et Mantes, pour un linéaire variant de 40 à 50 km et un coût de 3,5 à 5,5 milliards d'euros et trois scénarios de ligne nouvelle en Y de l’ouest de Mantes à Caen et au Havre, pour un linéaire variant de 265 à 305 km et un coût de 5,5 à 9,5 milliards d’euros. La ligne nouvelle doit être définie pour une vitesse maximale de 200 km/h entre Paris et Mantes et de 250 km/h au-delà.

### 2009 - 2010: Comité de pilotage
Le comité de pilotage a géré les études préliminaires et a eu pour objectif de définir le cadre et le contenu du débat public de 2011.
Le 15 octobre 2009, à l'issue de la première réunion du comité de pilotage de la ligne à grande vitesse Paris - Normandie, le projet semble s'orienter vers une ligne en forme de fourche avec un tronçon commun où seraient desservis le pôle de La Défense et Mantes-la-Jolie et deux branches : l'une en direction de Rouen et du Havre et une l'autre en direction de Caen et de Cherbourg.
Lors de la deuxième réunion, le 22 décembre 2009, les deux régions normandes ainsi que la région d'Île-de-France ont donné chacune un rapport de projet au président du comité de pilotage, elles ont exposé les points importants à retenir pour ce projet important dans le développement économique des trois régions et les membres du comité de pilotage ont réfléchi à la mise en place des divers aspects du débat public,,.
La troisième réunion s'est tenue le 18 mai 2010. Les réflexions lors de cette troisième réunion portent sur les différents groupes de scénarios. Le comité a évoqué les trois principaux groupes de scénarios possibles avec une estimation de coût maximal,,, :
Premier scénario sans Y
Le premier groupe de scénarios prévoit que la LGV Normandie passe par Rouen et Le Havre sans création de vrai « Y Normand », mais avec la création des trois contournements sur la ligne classique Paris - Cherbourg : le premier entre Mantes-la-Jolie et Évreux ; le second entre Évreux et Bernay en passant par Serquigny ; le troisième entre Bernay et Lisieux. Ce projet est soutenu par le conseil général de l'Eure.
- 4 gares nouvelles : Rouen, Louviers, Mantes-la-Jolie et La Défense (Nanterre).
- Coût du projet : 7-8 milliards d'euros (LGV Normandie) + 1,1 milliard d'euros (contournements entre Mantes-la-Jolie et Lisieux).
- Temps depuis Paris :
  - Rouen : 45 minutes (gain de 25 minutes)
  - Le Havre : 1 heure 15 (gain de 45 minutes)
  - Évreux : 45 minutes (gain de 10 minutes)
  - Bernay : 1 heure (gain de 20 minutes)
  - Lisieux : 1 heure 15 (gain de 25 minutes)
  - Caen : 1 heure 30 (gain de 25 minutes)
  - Cherbourg : 2 heures 30 (gain de 30 minutes)

Deuxième groupe de scénarios avec branche sud jusqu'à Lisieux
Le deuxième scénario prévoit une bifurcation de la LGV Normandie à la hauteur de Louviers : une branche Nord desservirait Rouen et Le Havre, tandis que la branche Sud allant jusqu'à Lisieux desservirait Bernay et Lisieux. Une branche de Rouen à Bernay, ainsi qu'une « antenne » de la LGV en direction d'Évreux, à partir de Chaufour-lès-Bonnières, pourraient également être créées. C'est le scénario dit du « Y normand ».
- 5 gares nouvelles : Bernay, Rouen, Louviers, Mantes-la-Jolie et La Défense (Nanterre).
- Coût du projet : 9 milliards d'euros (+ 500-800 millions d'euros pour l'embranchement entre Rouen et Bernay).
- Temps depuis Paris :
  - Rouen : 45 minutes (gain de 25 minutes)
  - Le Havre : 1 heure 15 (gain de 45 minutes)
  - Évreux : 50 minutes (gain de 5 minutes)
  - Bernay : 40 minutes (gain de 40 minutes)
  - Lisieux : 1 heure (gain de 40 minutes)
  - Caen : 1 heure 15 (gain de 40 minutes)
  - Cherbourg : 2 heures 15 (gain de 45 minutes)

Troisième groupe de scénarios avec branche sud jusqu'à Caen
Le troisième scénario prévoit une bifurcation de la LGV Normandie à la hauteur de Louviers : une branche Nord desservirait Rouen et Le Havre, tandis que la branche Sud prolongée jusqu'à Caen desservirait Bernay, Lisieux et Caen. Une branche de Rouen à Bernay, ainsi qu'une « antenne » de la LGV en direction d'Évreux, à partir de Chaufour-lès-Bonnières, pourraient être créées. C'est le scénario dit du « Y normand », ce projet est soutenu par la région Basse-Normandie et la région Haute Normandie.
- 6 gares nouvelles : Lisieux, Bernay, Rouen, Louviers, Mantes-la-Jolie et La Défense (Nanterre).
- Coût du projet : 10 milliards d'euros (+ 500-800 millions d'euros pour l'embranchement entre Rouen et Bernay).
- Temps depuis Paris :
  - Rouen : 45 minutes (gain de 25 minutes)
  - Le Havre : 1 h 15 (gain de 45 minutes)
  - Évreux : 50 minutes (gain de 5 minutes)
  - Bernay : 35 minutes (gain de 45 minutes)
  - Lisieux : 50 minutes (gain de 50 minutes)
  - Caen : 1 heure (gain de 55 minutes)
  - Cherbourg : 2 heures (gain de 1 heure)

Lors de la quatrième réunion, le 15 décembre 2010, le comité a réétudié les différents scénarios pour procéder au vote et il a choisi quatre scénarios sur lesquels porteront officiellement le débat public. Les quatre scénarios correspondent au troisième groupe de scénarios (choisis lors de la troisième réunion du comité de pilotage), et ils portent tous sur le « Y » normand et prévoient tous de mettre moins d'1 heure 15 de Paris à Caen et de Paris au Havre. Quatre scénarios porteront sur le choix de la Fourche du « Y » entre Rouen et Mantes-la-Jolie / Évreux. Le comité vote également les dates du débat public. Il a confirmé que le débat public aura lieu en octobre 2011. 

### 2011 - 2012: Débat public
Le débat public s'est tenu du 3 octobre 2011 au 3 février 2012 avec 23 réunions publiques.
Le dossier du maître d'ouvrage avance prudemment les options possibles, en précisant que, si des TGV intersecteurs pourront circuler sur les voies nouvelles, la ligne sera en revanche adaptée à un autre type de matériel circulant à 250 km/h. Plusieurs types de tracés sont proposés. Pour la gare nouvelle de La Défense, l'option d'une gare traversante intéressante apparaît : ainsi la gare de La Défense pourrait ne pas être un terminus obligé, l'ajout d'un tunnel entre la nouvelle gare de Nanterre-La Folie et les voies de surface menant à Paris-Saint-Lazare (implantation « en ligne ») permettrait de conserver la desserte actuelle et les correspondances de Paris-Saint-Lazare tout en permettant une fréquence de desserte comparable à Nanterre-La Folie. Cette dernière gare est intéressante car elle donne un accès facile à trois lignes de transport : le RER A, le RER E et la ligne rouge du Grand Paris Express. Les liaisons entre la Normandie et le pôle des gares Paris-Nord/Paris-Est, l’aéroport de Roissy ou Cergy-Pontoise seraient ainsi facilitées.
La commission particulière du débat public de la ligne nouvelle Paris-Normandie a publié officiellement le compte rendu et le bilan du débat public, le 21 mars 2012.
Réseau ferré de France a annoncé dans un communiqué du 5 avril 2012 qu'il allait lancer les études préalables à l'enquête d'utilité publique. Il a défini trois objectifs : diminuer les temps de parcours, augmenter la capacité des lignes et améliorer la desserte des ports. Ceci se traduit par l'étude de la création d'une ligne nouvelle pour les trains voyageurs avec une vitesse de 250 km/h à l'ouest de Mantes et de 200 km/h entre Paris et Mantes, la mise en place de voies dédiées entre Paris/La Défense et Mantes et la mise à quatre voies de la ligne entre Mantes et Épône.
Au terme de plusieurs années d'études entre les différents acteurs, une décision ministérielle de février 2020 a validé la poursuite du projet et à établi un calendrier pour la suite.
En octobre 2012, le projet s'oriente vers une requalification sous forme de ligne classique avec une simple modernisation des voies existantes. La gare de Rouen-Saint-Sever serait « maintenue ». Alain Le Vern, président de la région Haute-Normandie confirme sur le plateau de France 3 qu'il n'y aura pas de ligne à grande vitesse entre Paris et Le Havre mais une amélioration de l'existant.

### 2014 - 2017: 1ᵉʳᵉ concertation avec choix des faisceaux de passages
De 2014 à 2017, SNCF réseau a identifié des zones de passage préférentielles pour les sections jugées prioritaires. Néanmoins, à l'issue des études menées entre 2014 et 2017, les projets de gares nouvelles en Île-de-France ont été écartés car jugés trop coûteux .

### 2017 - 2020: Pause
Au terme de plusieurs années d'études entre les différents acteurs, une décision ministérielle de février 2020 a validé la poursuite du projet et à établi un calendrier pour la suite.

### 2020 - Présent: 2ᵉᵐᵉ concertation
Depuis 2024, une nouvelle concertation est ouverte par la Commission nationale du débat public afin d'informer le public et les parties des études en cours et de prendre en compte leurs avis et remarques. L'objectif final est ainsi de poursuivre les échanges en parallèle de la poursuite des études jusqu'à l'obtention d'un tracé précis. 
Durant le premier semestre 2024, nombre d'élus franciliens critiquent les sommes astronomiques, pour des gains de temps minimes, et une artificialisation des terres qui n'est écologiquement pas acceptable. La région est en effet moins urbanisée que d'autres territoires d'Île-de-France et abrite des populations relativement aisées sur le tracé du projet. A l'opposé, le ministre des transports François Durovray soutient qu'il s'agit d'un projet d'intérêt national « qui doit être capable de dépasser les positionnements de chacune des régions »,, tout comme certains élus des Yvelines, qui ont exprimé leur soutien à un projet permettant de desservir Mantes-la-Jolie et Limay et de désenclaver la Normandie dont la seule grande ligne est celle en impasse vers Paris.
La concertation doit se poursuivre en 2025. Une fois un tracé choisi, il sera soumis à enquête publique vers 2026.

## Chronologie
- 1991 : annonce par les hommes politiques du projet de LGV Normandie de Paris à Bernay (via Oissel).
- 1992 : inscription au schéma directeur national des liaisons ferroviaires à grande vitesse de 1991.
- 1992-2001 : études préliminaires et débat public.
- 2001 : retrait du projet de LGV Normandie en remplacement la liaison rapide Normandie-Val de Seine.
- 2009-2011 : études préliminaires gérés par le comité de pilotage.
- 2009 :
  - (juin) réactivation du projet de LGV Normandie de Paris au Havre et de Paris à Cherbourg par Nicolas Sarkozy.
  - (juillet) inscription au schéma directeur national des liaisons ferroviaires à grande vitesse de Grenelle Environnement et du Projet Grand-Paris.
  - (octobre) première réunion à Mantes-la-Jolie du comité de pilotage de la future ligne à grande vitesse Paris – Normandie.
  - (décembre) deuxième réunion du comité de pilotage de la future ligne à grande vitesse Paris – Normandie.
- 2010 :
  - (mai) troisième réunion du comité de pilotage de la future ligne à grande vitesse Paris – Normandie.
  - (décembre) quatrième réunion du comité de pilotage de la future ligne à grande vitesse Paris – Normandie.
- 2011 :
  - (février) cinquième réunion du comité de pilotage de la future ligne à grande vitesse Paris – Normandie.
  - (2 mars) saisine de la Commission nationale du débat public[19]
  - (6 avril) décision d'organiser un débat public[20]
  - (18 mai) sixième réunion du comité de pilotage de la future ligne à grande vitesse Paris – Normandie.
  - (3 octobre) ouverture du débat public.
- 2012 :
  - (3 février) clôture du débat public.
  - (21 mars) publication officielle du compte-rendu du débat public.
  - (5 avril) décision du pouvoir public sur le projet de la future ligne à grande vitesse Paris – Normandie (RFF).
- 2013 :
  - (17 mai) accord entre l'État, les collectivités locales et RFF. Deux nouveaux tracés seront créés, l'un entre Paris et Évreux, l'autre entre Rouen et Yvetot avec une première phase de travaux d'ici 2025[42].
  - (9 juillet) Le Premier ministre présente le plan d'investissements. Le projet de LGV en Haute-Normandie est définitivement abandonné jusqu'en 2030. Seul le tronçon Paris à Mantes-la-Jolie sera amélioré et une nouvelle gare à Rouen sera construite vers 2035 (Saint-Sever).
- 2018 : le gouvernement en place confirme le maintien du projet de ligne nouvelle, le jugeant même prioritaire, sans plus de précision[43].
- 2019 : la loi d'orientation des mobilités du 24 décembre 2019 confirme plus formellement le projet[44].
- 2020 : le secrétaire d’État aux Transports valide, en début d'année, les zones de passage préférentiel. Les études doivent désormais déterminer plus finement le tracé de la ligne nouvelle[45], avec dès 2020, le financement de deux études d’étapes préalables à l’enquête publique qui devrait être engagée à partir de 2023[46].
- 2023 : en avril, Valérie Pécresse, présidente de la région Île-de-France, se dit opposée au projet de ligne nouvelle vers la Normandie[47].
- 2024 :
  - (6 mai) Lancement d'une nouvelle phase de concertation par une réunion publique à Rouen, portant uniquement sur les sections prioritaires[48].
- 2025 :

le Conseil d’État valide le Schéma directeur environnemental de la Région Île-de-France qui ne fait aucune mention de la Ligne nouvelle Paris - Normandie. Selon Ouest-France, s'il « n'est pas encore définitivement enterré », le projet de la Ligne nouvelle Paris-Normandie semble à l'arrêt, pour de nombreuses années (voir Transports en France : Financement).

## Projets connexes
Le prolongement du RER E vers Mantes-la-Jolie entraîne un réaménagement de l'ensemble des voies de la gare de Mantes-la-Jolie, gare de bifurcation entre la ligne vers le Havre et la ligne vers Cherbourg. Pour libérer de la capacité et fluidifier la circulation générale, un saut-de-mouton à voie unique est construit. Il permet aux trains en provenance de Cherbourg et en direction de Paris de rejoindre la ligne du Havre sans cisailler les voies. En juin 2024, cet ouvrage n'est pas achevé.
Parallèlement au projet LNPN a émergé un projet de saut-de-mouton dans l'avant-gare de Paris-Saint-Lazare afin d'améliorer les conditions d'accès à la gare pour les trains du TER Normandie ainsi que de certains trains de la ligne J qui actuellement se cisaillent en avant-gare afin de permettre l'accès des trains du TER Normandie aux quais longs de la gare Saint-Lazare. Ce projet indépendant voit ses études commencées en 2020 mais en raison du trafic ferroviaire très dense dans la zone choisie (près de la gare de Clichy - Levallois) ne devrait pas être achevé avant 2033.
Parmi les différents documents du débat public de 2011-2012, apparaît l'idée de créer un contournement de Lisieux d'une vingtaine de kilomètres. Ce contournement permettrait d'accélérer les relations Caen – Paris ainsi que les relations Caen – Rouen grâce à la connexion entre les deux zones aptes à la vitesse maximale de 200 km/h de la ligne existante. Toutefois, l'étude d'optimisation de 2013 a écarté cette idée, qui n’apparaît plus en 2024 dans la documentation actuelle du projet,.
À très long terme, une liaison à grande vitesse reliant la Normandie au Nord de la France et à l'Europe pourrait voir le jour, avec la réalisation d'une liaison entre la gare TGV existante d'Aéroport Charles-de-Gaulle 2 TGV et une future gare TGV près de La Défense, où aboutiraient les trains en provenance de la Normandie, ainsi que des Eurostar, des Thalys et des TGV. Ce projet est toutefois non considéré en 2024.